# 鶴岡義雄
鶴岡 義雄（つるおか よしお、1917年4月13日 - 2007年10月27日）は、茨城県土浦市出身の洋画家。代表作に「マドモアゼル・シリーズ」がある。
日本芸術院会員。サロン・ドートンヌ会員。二科会常務理事。

## 経歴
旧制土浦中学校（現在の茨城県立土浦第一高等学校）卒業。日本美術学校卒業。1941年、二科展初入選、1947年、二科賞、1950年、二科会員。1974年、二科展総理大臣賞、日本赤十字社銀色有功章。1980年、二科会常務理事、1981年、インターナショナルアメリカ展グランプリ、1990年、二科展で日本芸術院賞受賞、1993年、勲四等旭日小綬章受章。1994年、日本芸術院会員。2000年、二科会理事長、2006年、同名誉理事。

## 画集
- 「鶴岡義男画集」（日動出版部、1986年）